# Lista de deputados estaduais de Alagoas da 20.ª legislatura
Esta é a lista de deputados estaduais de Alagoas para a legislatura 2023–2027. Nas eleições estaduais em Alagoas em 2022 no dia 2 de outubro de 2022, um total de 27 deputados foram eleitos, destes 16 foram reeleitos.

## Composição das bancadas
| Partido      | Líder                   | Bancada | Posição      |
| ------------ | ----------------------- | ------- | ------------ |
| MDB          | Bruno Toledo            | 14 / 27 | Governo      |
| PP           | Fernando Pereira        | 4 / 27  | Oposição     |
| União Brasil | George Raposo Maia Neto | 3 / 27  | Oposição     |
| FE Brasil    | Ronaldo Medeiros        | 2 / 27  | Governo      |
| Republicanos | Antonio Albuquerque     | 2 / 27  | Independente |
| PL           | Cabo Bebeto             | 1 / 27  | Oposição     |
| Avante       | Marcos Barbosa          | 1 / 27  | Governo      |

## Deputados Estaduais
| Nome                | Partido      | Votos nominais | Notas | Ref   |
| ------------------- | ------------ | -------------- | ----- | ----- |
| Alexandre Ayres     | MDB          | 61.142         |       | [ 1 ] |
| Cabo Bebeto         | PL           | 51.721         |       | [ 1 ] |
| Marcelo Victor      | MDB          | 51.259         |       | [ 1 ] |
| Flávia Cavalcante   | MDB          | 50.902         |       | [ 1 ] |
| Cibele Moura        | MDB          | 46.120         |       | [ 1 ] |
| Fernando Pereira    | PP           | 45.509         |       | [ 1 ] |
| Carla Dantas        | MDB          | 44.477         |       | [ 1 ] |
| Ricardo Nezinho     | MDB          | 43.797         |       | [ 1 ] |
| Dr. Wanderley       | MDB          | 43.512         |       | [ 1 ] |
| Antonio Albuquerque | Republicanos | 41.748         |       | [ 1 ] |
| Fátima Canuto       | MDB          | 41.319         |       | [ 1 ] |
| Remi Calheiros      | MDB          | 39.947         |       | [ 1 ] |
| Bruno Toledo        | MDB          | 38.070         |       | [ 1 ] |
| Delegado Leonam     | UNIÃO        | 37.805         |       | [ 1 ] |
| Ronaldo Medeiros    | PT           | 35.883         |       | [ 1 ] |
| Dudu Ronalsa        | MDB          | 35.792         |       | [ 1 ] |
| Rose Davino         | PP           | 34.343         |       | [ 1 ] |
| Inácio Loiola       | MDB          | 33.270         |       | [ 1 ] |
| Francisco Tenório   | PP           | 32.644         |       | [ 1 ] |
| Breno Albuquerque   | MDB          | 32.159         |       | [ 1 ] |
| Gilvan Barros Filho | MDB          | 32.035         |       | [ 1 ] |
| Lelo Maia           | UNIÃO        | 31.706         |       | [ 1 ] |
| Andre Silva         | Republicanos | 31.036         |       | [ 1 ] |
| Gabi Gonçalves      | PP           | 29.336         |       | [ 1 ] |
| Mesaque Padilha     | UNIÃO        | 29.102         |       | [ 1 ] |
| Marcos Barbosa      | AVANTE       | 20.761         |       | [ 1 ] |
| Silvio Camelo       | PV           | 19.714         |       | [ 1 ] |